# Municipio de Union (condado de Johnson, Indiana)
El municipio de Union (en inglés: Union Township) es un municipio ubicado en el condado de Johnson en el estado estadounidense de Indiana. En el año 2020 tenía una población de 2831 habitantes y una densidad poblacional de 30,24 personas por km².

## Geografía
El municipio de Union se encuentra ubicado en las coordenadas 39°28′2″N 86°12′7″O / 39.46722, -86.20194. Según la Oficina del Censo de los Estados Unidos, el municipio tiene una superficie total de 93.63 km², de la cual 93,6 km² corresponden a tierra firme y (0,03 %) 0,03 km² es agua.

## Demografía
Según el censo de 2010, había 2689 personas residiendo en el municipio de Union. La densidad de población era de 28,72 hab./km². De los 2689 habitantes, el municipio de Union estaba compuesto por el 98,07 % blancos, el 0,3 % eran afroamericanos, el 0,26 % eran amerindios, el 0,22 % eran asiáticos, el 0,11 % eran de otras razas y el 1,04 % eran de una mezcla de razas. Del total de la población el 0,82 % eran hispanos o latinos de cualquier raza.